# Абанадес Лопес, Кларо
Кла́ро Абана́дес Ло́пес (исп. Claro Abánades López; 12 августа 1879, Молина-де-Арагон — 16 декабря 1973, Мадрид) — испанский журналист и издатель.

## Биография
Кларо Абанадес родился в семье строителя. Получив начальное образование в клариссинском колледже Молины-де-Арагон, он отправился в Мадрид, где в Центральном университете сперва получил степень бакалавра права, а затем степень доктора наук по философии и литературе.
Закончив обучение, он стал преподавателем истории в одном из мадридских колледжей. В это же время он начал развивать свою журналистскую и издательскую карьеру, став главным редактором двух столичных газет и основателем двух еженедельников в своём родном городе.
Помимо издательства газет, Абанадес Лопес занимался в Молине-де-Арагон краеведческой деятельностью, что впоследствии позволило ему стать главным летописцем города. Результатом его исследований региона стали: канонизация в 1953 году местного явления Девы Марии, признание Крепости Молина-де-Арагон объектом культурного интереса и организация памятных мероприятий, посвящённых 100-летию осады города войсками Наполеона.